# Alberto Pappiani

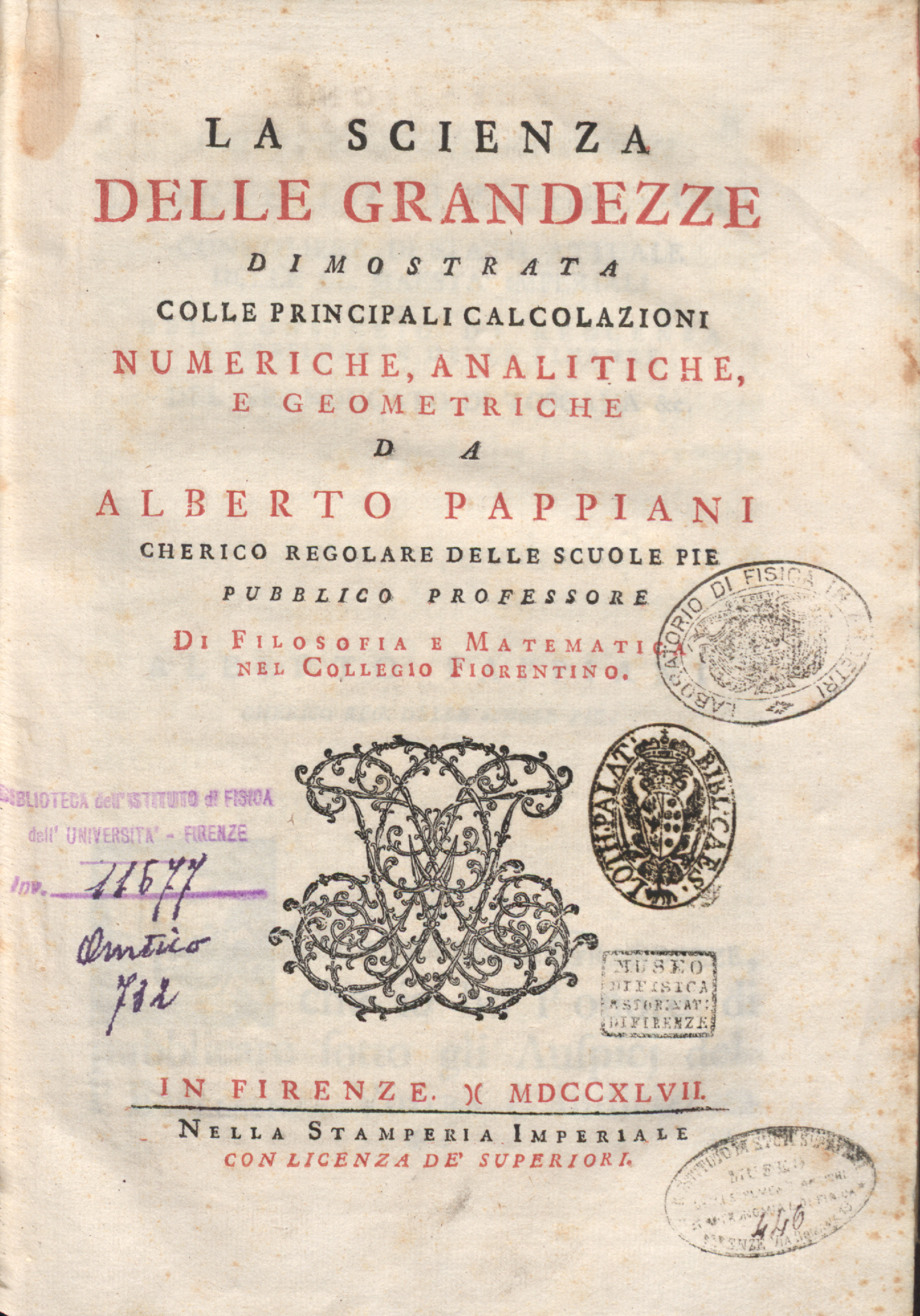
La scienza delle grandezze, 1747

Alberto Pappiani (1709 – 1790) è stato un matematico, astronomo e teologo italiano.

## Biografia
Fu chierico regolare delle Scuole pie e docente di filosofia e matematica presso il Collegio Fiorentino.
Nel 1758 divenne presidente dell'Accademia de' Teologi Dogmatici a Firenze.

## Opere
- Della sfera armillare e dell'uso di essa nella astronomia nautica e gnomonica, Firenze, Andrea Bonducci, 1745.
- La scienza delle grandezze, dimostrata colle principali calcolazioni numeriche, analitiche, e geometriche, Firenze, Stamperia Imperiale, 1747.
- (LA) Doctrina christiana de sacrosanctis ecclesiæ sacramentis ab heterodoxorum erroribus vindicata, vol. 1, Firenze, Domenico Marzi, 1771.
- (LA) Doctrina christiana de sacrosanctis ecclesiæ sacramentis ab heterodoxorum erroribus vindicata, vol. 2, Firenze, Domenico Marzi, 1772.
- Principj di morale cristiana, che possono servire per istruzione di qualunque persona che voglia a grado a grado e con fondamento ammaestrarsi nella direzione della propria e dell'altrui coscienza, vol. 1, Firenze, Francesco Allegrini, 1780.